# シティ・オブ・ホルロイド
シティ・オブ・ホルロイド（City of Holroyd）は、オーストラリアにかつてあったニューサウスウェールズ州の地方公共団体。シティ・オブ・パラマッタの一部、オーバーン・シティと2016年5月12日、合併し、カンバーランド・カウンシルとなった。

## 概要
シティ・オブ・ホルロイドの市役所が設けられているメリーランズはシドニー中心業務地区（CBD）から西25キロメートルに位置している。
市の北東部から南東部にかけては、シティ・オブ・パラマッタ、市の北西部は、シティ・オブ・ブラックタウン、市の南部は、シティ・オブ・フェアフィールドと接する。

## 構成サバーブ
シティ・オブ・ホルロイドは、以下のサバーブで構成されている。
- フェアフィールド（Fairfield）
- ギラウィーン（Girraween）
- グランヴィル（Granville）
- ギルフォード（Guildford）
- ホルロイド（Holroyd）
- メイズ・ヒル（Mays Hill）
- メリーランズ（Merrylands）
- パラマッタ（Parramatta）
- ペマルウィー（Pemulwuy）
- ペンドル・ヒル（Pendle Hill）
- プロスペクト（Prospect）
- スミスフィールド（Smithfield）
- トゥーンガビー（Toongabbie）
- ウェントワースヴィル（Wentworthville）
- ウェストメッド（Westmead）
- ウッドパーク（Woodpark）
- イェノーラ（Yennora）

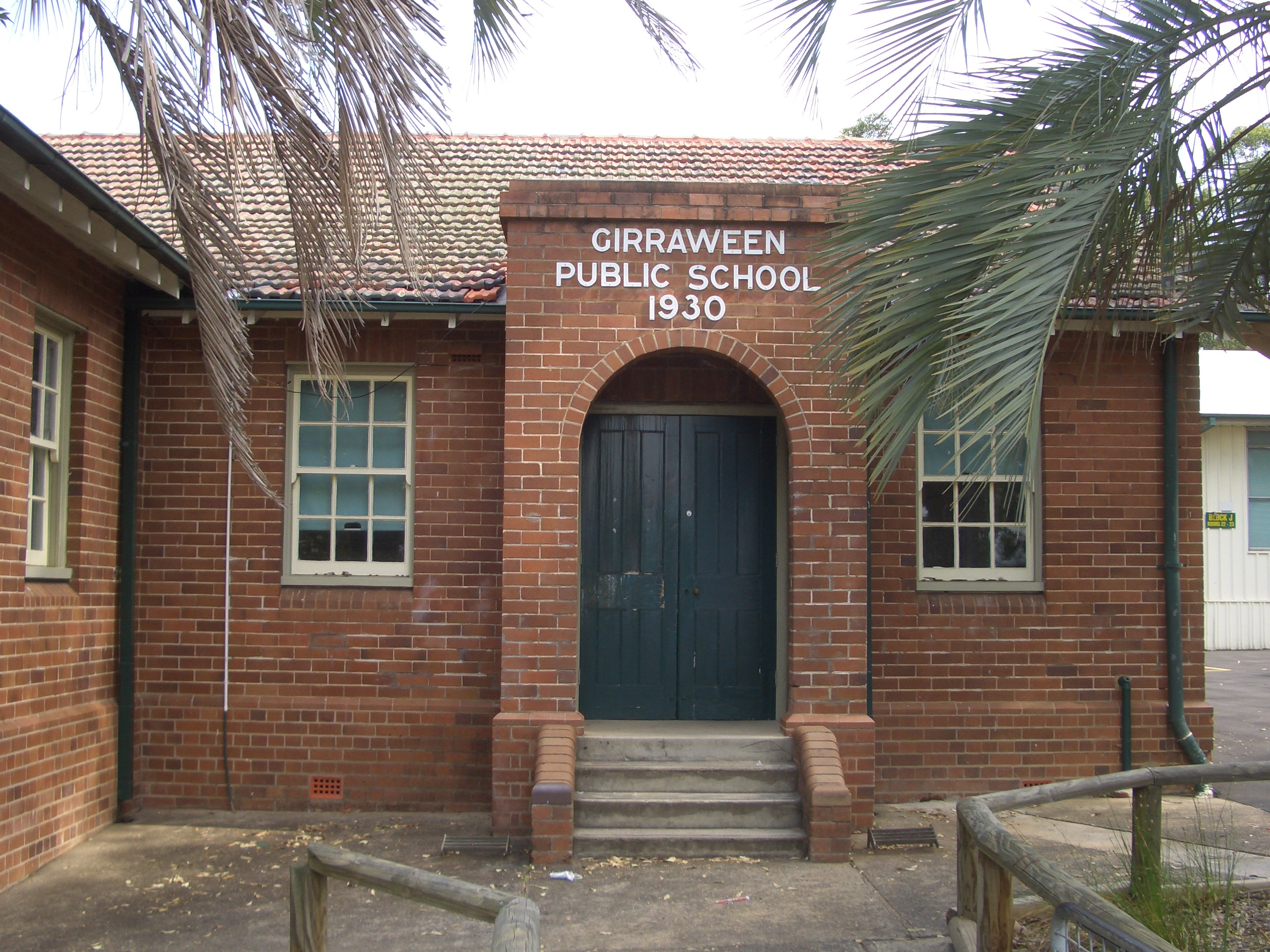
ギラウィーン・パブリックスクール
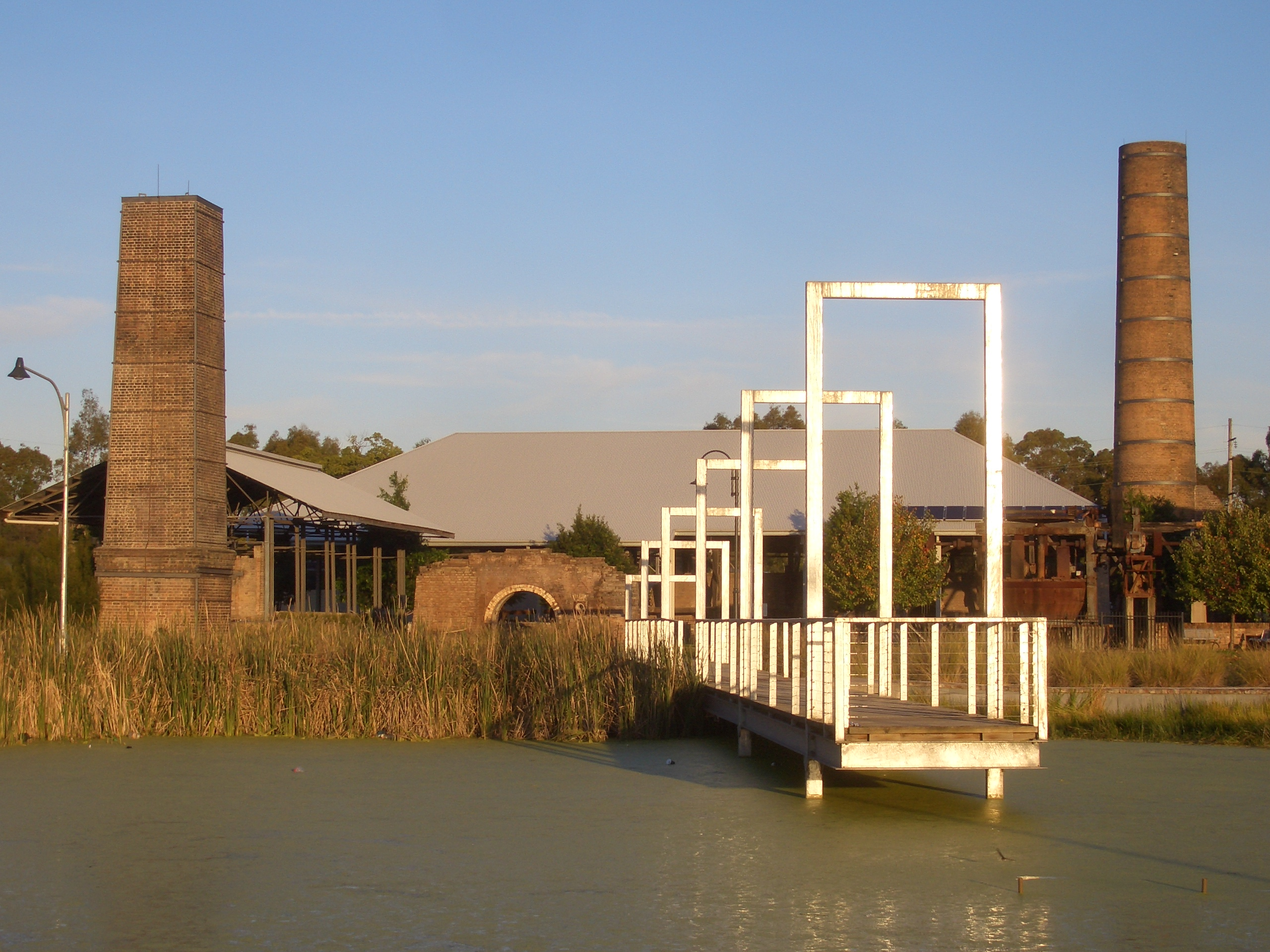
ホルロイドにある煉瓦工場跡
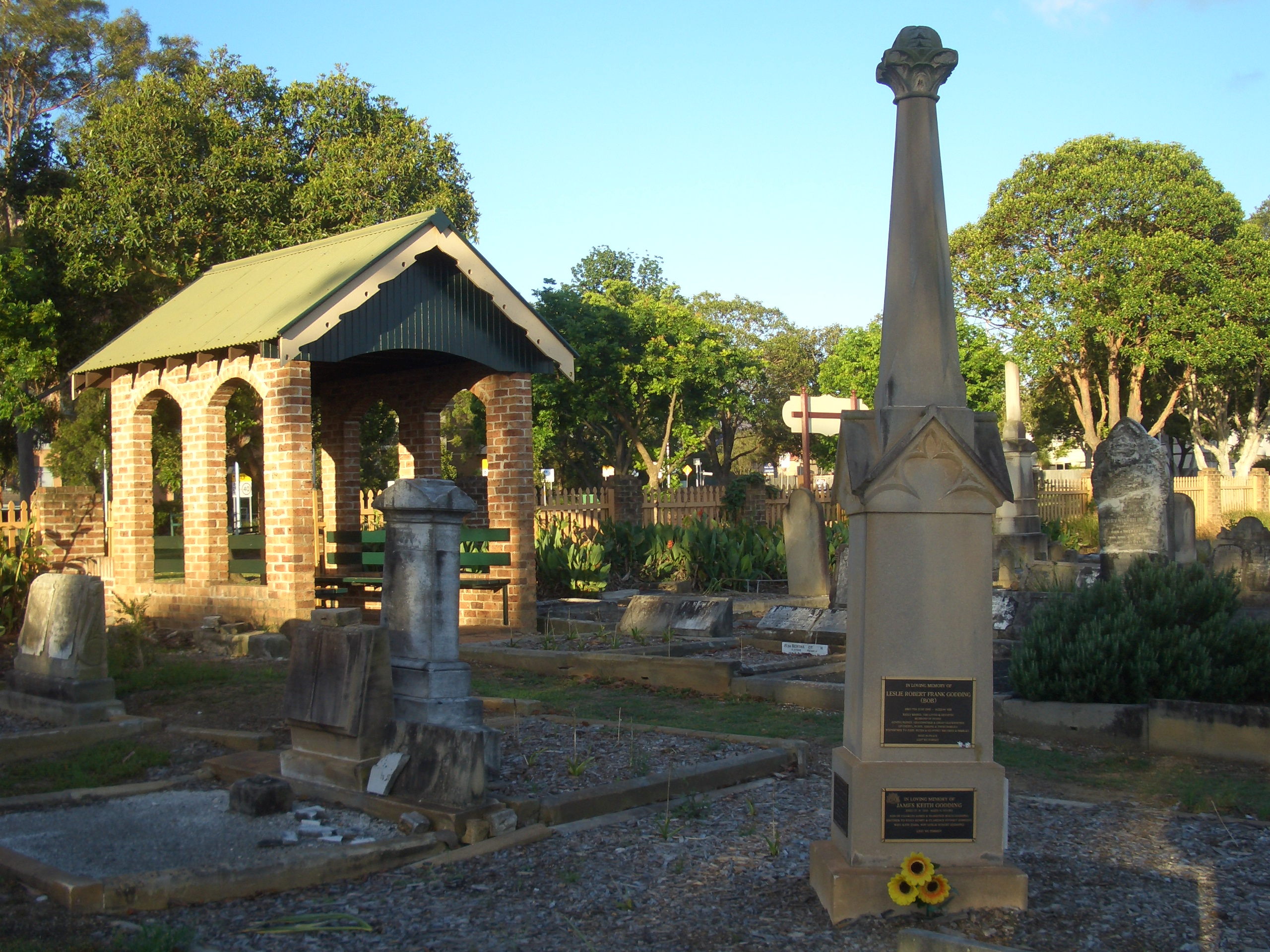
メイズ・ヒルの歴史的墓地
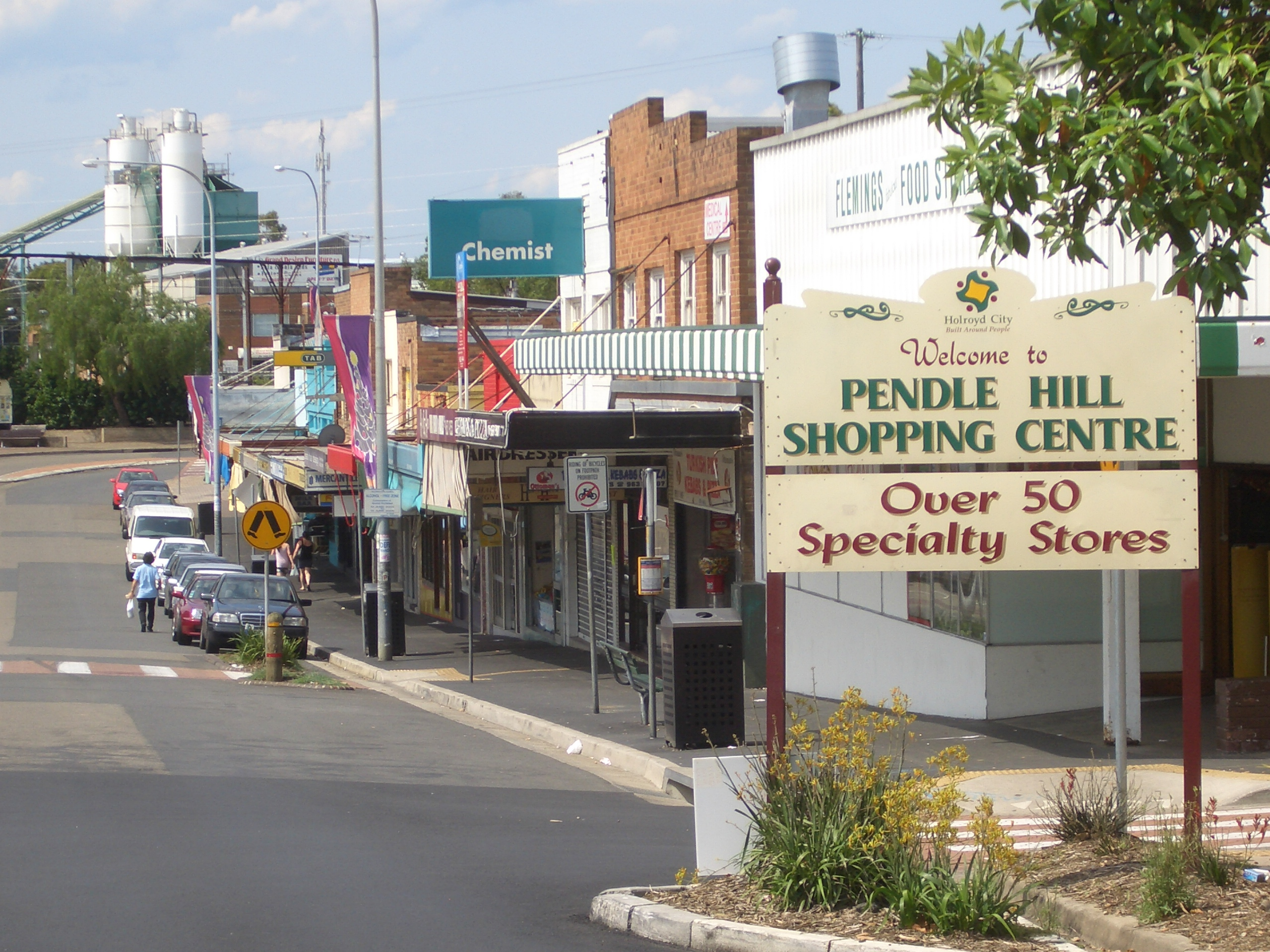
ペンドル・ヒル・ショッピングセンター
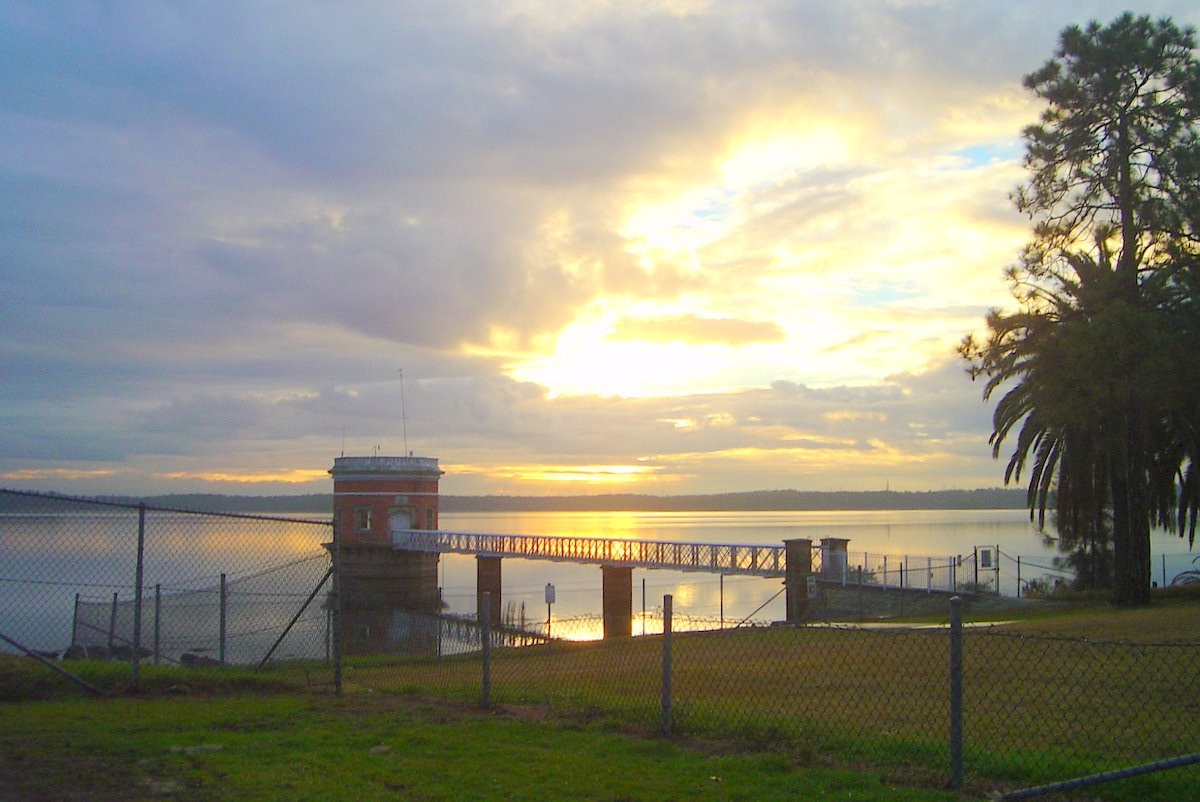
プロスペクト貯水池の夕焼け
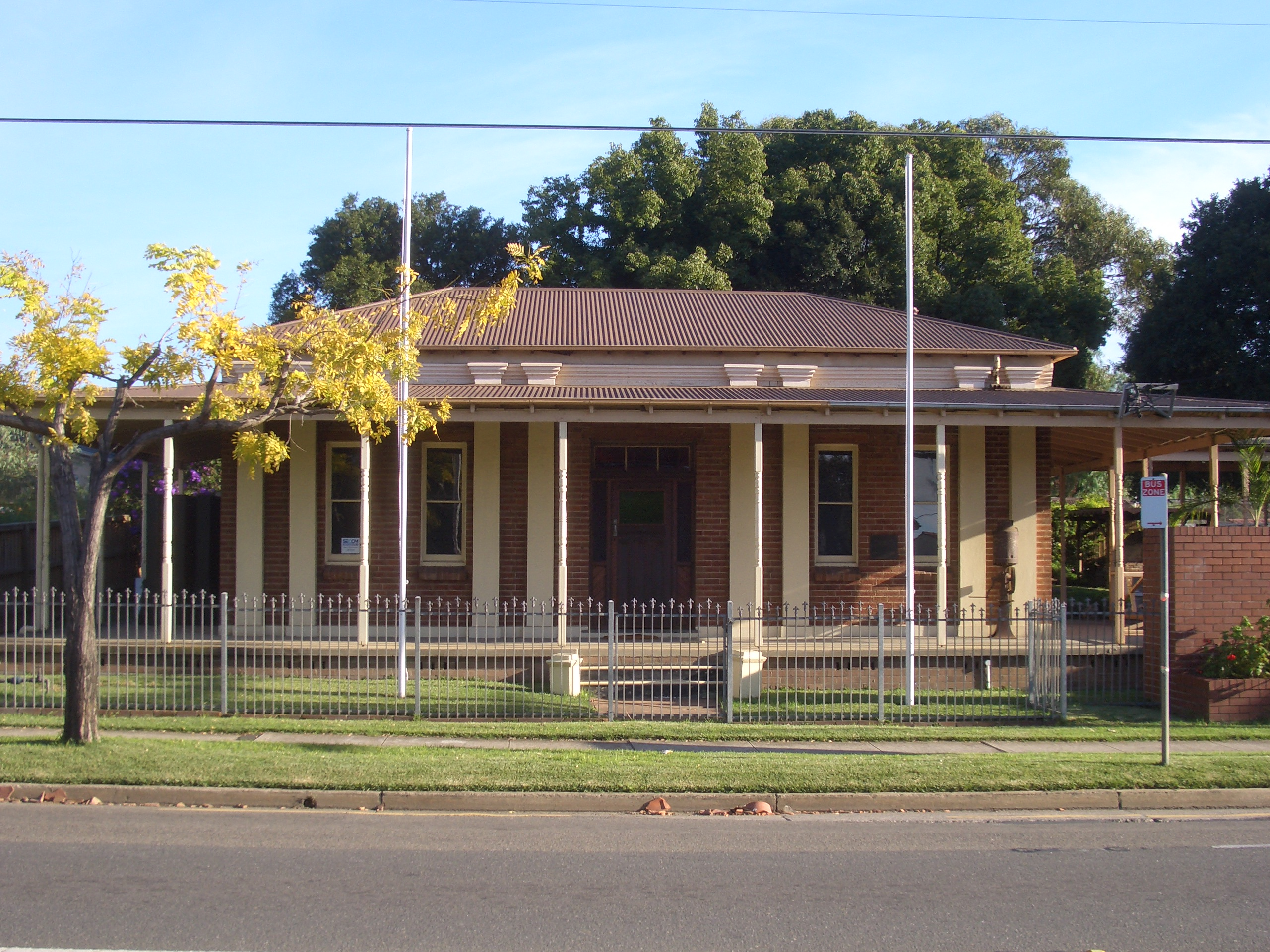
スミスフィールド博物館
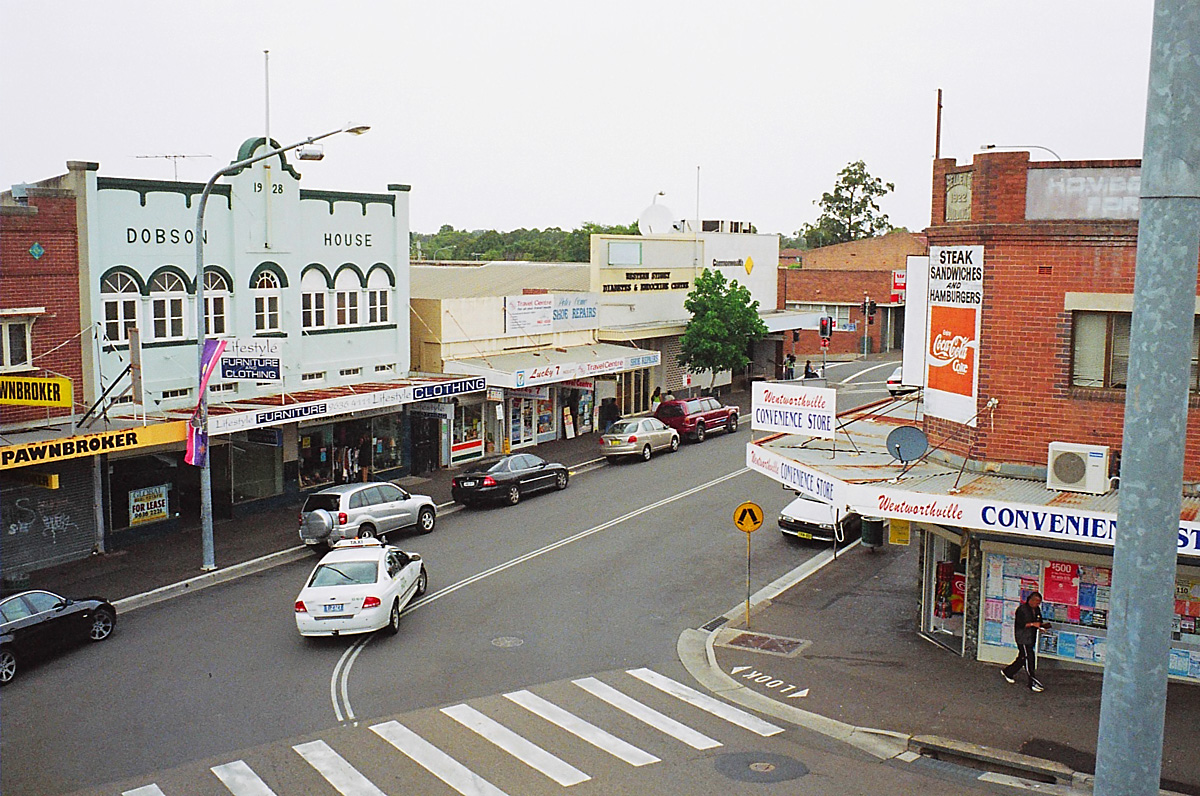
ウェントワースヴィルの街並み

## 議会
シティ・オブ・ホルロイドの議会は、12人によって構成される。任期は4年。選挙区は4つで、それぞれの選挙区から3人が選出される。市長は、選挙後、最初の議会で12人の議員から選出される。最新の議会選挙は、2012年9月8日に実施された。オーストラリア自由党が5議席、オーストラリア労働党が4議席、無所属が3議席を獲得した。市長はRoss Grove。